# Опасные числа
«Опа́сные чи́сла» (англ. Prime Target) — американский телесериал в жанре драматического триллера. Шоураннером стал Стив Томпсон. Премьера состоялась на платформе Apple TV+ 22 января 2025 года.

## Сюжет
Аспирант-математик обнаруживает, что его работа по поиску закономерности в простых числах, которая позволит ему получить доступ к каждому компьютеру в мире, уничтожена.

## В ролях
- Лео Вудалл — Эдвард Брук, студент-математик Кембриджского университета
- Квинтесса Суинделл — Тейла Сандерс, сотрудница АНБ, специалист по слежке
- Сидсе Бабетт Кнудсен — профессор Андреа Лавин, жена Роберта Маллиндера, археолог и профессор Кембриджского университета
- Марта Плимптон — Джейн Торрес, глава отдела АНБ, крестная Тейлы
- Стивен Ри — профессор Джеймс Олдерман, канцлер Кембриджского университета
- Гарри Ллойд — Эндрю Картер, заместитель главы отдела АНБ
- Дэвид Моррисси — Роберт Маллиндер, профессор математики, преподаватель Эдварда
- Джозеф Майделл — профессор Рэймонд Осборн, преподаватель Эдварда, страдающий болезнью Альцгеймера
- Фра Фи — Адам Меллор, бармен, парень Эдварда
- Джейсон Флеминг — Стивен Патрик Нильд
- Али Сулиман — доктор Акрам Низар
- Маанув Тиара — доктор Чаран Нату
- Сергей Онопко — Богдан Влахович
- Дэйзи Уотерстон — Фиона Кэри, подруга Эдварда

## Производство
В феврале 2024 года стало известно, что компания Apple TV+ одобрила производство сериала, созданного Стивом Томпсоном, в котором сыграют Лео Вудалл, Квинтесса Суинделл, Стивен Ри, Дэвид Моррисси и Марта Плимптон. Сериал уже находится в производстве, все восемь эпизодов будут сняты режиссёром Брэди Худом.
Съёмки проходили в Виндзоре в мае 2023 года, в числе других мест съёмок назывался Лондон. В августе 2023 года съёмки проходили в Кембридже.

## Список эпизодов
| № | Название                                       | Режиссёр   | Автор сценария | Дата премьеры   |
| - | ---------------------------------------------- | ---------- | -------------- | --------------- |
| 1 | «Новая закономерность» «A New Pattern»         | Брэди Худ  | Стив Томпсон   | 22 января 2025  |
| 2 | «Сиракузы» «Syracuse»                          | Брэди Худ  | Стив Томпсон   | 22 января 2025  |
| 3 | «Последовательность» «The Sequence»            | Брэди Худ  | Стив Томпсон   | 29 января 2025  |
| 4 | «Каплар» «Kaplar»                              | Брэди Худ  | Стив Томпсон   | 5 февраля 2025  |
| 5 | «Дом мудрости» «House of Wisdom»               | Брэди Худ  | Стив Томпсон   | 12 февраля 2025 |
| 6 | «Последнее звено» «The Last Link»              | Брэди Худ  | Томас Мартин   | 19 февраля 2025 |
| 7 | «Алгоритм поиска простых чисел» «Prime Finder» | Неизвестно | Неизвестно     | 26 февраля 2025 |
| 8 | «Ключ» «The Key»                               | Неизвестно | Неизвестно     | 5 марта 2025    |

## Отзывы и оценки
На сайте Rotten Tomatoes сериал имеет рейтинг 47 % основанный на 43 отзывах, со средней оценкой 5.2/10.